# Aldeanueva de Cameros
Aldeanueva de Cameros es un núcleo de población perteneciente a Villanueva de Cameros. Se encuentra situado a 5 kilómetros de dicho pueblo camerano.
De ser una población prácticamente deshabitada, ha pasado, gracias a la reforma de sus edificios y al entorno que lo rodea, a convertirse en un enclave idóneo de turismo rural en la época estival. Según el INE tiene 16 habitantes (2009).

## Demografía
| Gráfica de evolución demográfica de Aldeanueva de Cameros entre 1857 y 1860 |
| |
| Población de derecho según los censos de población del INE Población de hecho según los censos de población del INEEntre el censo de 1877 y el anterior, este municipio desaparece porque se integra en el municipio 26169 (Villanueva de Cameros) Entre el censo de 1857 y el anterior, aparece este municipio porque se segrega del municipio 26169 (Villanueva de Cameros) |

Aldeanueva de Cameros contaba a 1 de enero de 2010 con una población de 19 habitantes, 16 hombres y 3 mujeres.
| Gráfica de evolución demográfica de Aldeanueva de Cameros entre 2001 y 2010                      |
|                                                                                                  |
| Población de derecho (2001-2010) según los censos de población del INE a 1 de enero de cada año. |

## Lugares de interés

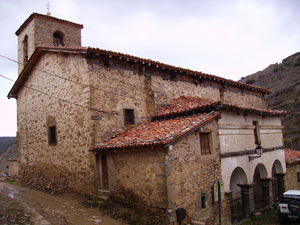
Iglesia de Santa María del Valle.

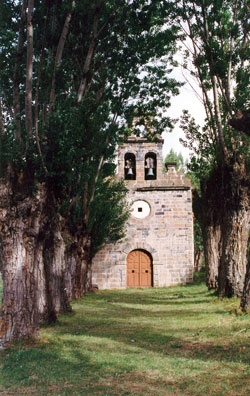
Ermita de Santa Ana.

### Arquitectura religiosa
- Iglesia de Santa María del Valle. Construido en mampostería, fue edificado en el siglo XVI. Es de planta rectangular y con nave dividida en tres tramos. Se encuentra situada en el centro de la población.
- Ermita de Santa Ana. Edificio barroco, reconstruido a finales del siglo XVIII. Consta de nave de dos tramos con cabecera cuadrangular.

### Arquitectura civil
- Edificio de las Escuelas. Como muchas escuelas en el ámbito rural, fue una escuela de fundación, edificada a finales del siglo XVIII gracias a las aportaciones de Matías Manuel de la Peña Martínez de Tejada, hijo de la localidad, que destinó 86.000 reales para la construcción de la misma.

### Icnitas
Durante el periodo Cretácico inferior formó parte de una llanura encharcada que se desecaba periódicamente, dejando atrás zonas fangosas en las que las huellas de dinosaurio quedaban marcadas a su paso. Con el tiempo éstas se secaban y cubrían con nuevos sedimentos cuyo peso prensaba las capas inferiores, haciéndolas solidificar en rocas con el paso de millones de años. La erosión ha ido desgastando las capas superiores haciendo visibles muchas de estas formaciones rocosas, permitiendo observar las icnitas.
En la localidad se encuentran los yacimientos de "Vuelta de los Manzanos", "El encinar" y "Los colmenares". El primero se sitúa en el valle del río Iregua, en el borde izquierdo de la carretera que conduce a Aldeanueva. En él se observan 50 huellas de dinosaurios carnívoros. Son más largas que anchas, con dedos largos, estrechos y garras en las puntas. En algunas ha quedado marcado el dedo hallux, especie de espolón y sus autores tenían una altura hasta la cadera de entre 1,30 y 1,40 m. Hay dos huellas de cuatro dedos estrechos y paralelos atribuidas a un cocodrilo. Se observan huecos redondeados que pueden pertenecer a herbívoros que andaban a cuatro patas. También aparecen pistas de gusanos, producidas al deslizarse entre el barro y las grietas.
El yacimiento "El encinar" fue declarado Bien de Interés Cultural en la categoría de Sitio Histórico el 23 de junio de 2000.

## Fiestas
Celebran a su patrona Santa Ana, el 26 de julio.